# Alloclasite
L'alloclasite è un minerale.